# سیارک ۵۰۷۳
سیارک ۵۰۷۳ (به انگلیسی: 5073 Junttura، نامگذاری:1943EN) پنج هزار و هفتاد و سومین سیارک کشف شده‌است که در ۳ مارس ۱۹۴۳ کشف شد.
قدر مطلق سیارک برابر ۱۳٫۳۰ است.